# World Evangelical Alliance
De World Evangelical Alliance (WEA) is een internationale interkerkelijke organisatie die de evangelische christelijke kerken over de wereld verenigt, met naar schatting 600 miljoen aanhangers. De organisatie werd in 1846 opgericht in Londen, met als doel de wereldwijde evangelische christenen te verbinden. De WEA is de grootste internationale organisatie van evangelische kerken en heeft kantoren bij de Verenigde Naties in New York, Genève en Bonn. De organisatie omvat negen regionale en 143 nationale evangelische allianties van kerken en meer dan honderd lidorganisaties. Tevens zijn diverse internationale evangelische denominaties aangesloten bij de WEA.

## Geschiedenis
De oorsprong van de WEA ligt in de Evangelical Alliance, een Britse organisatie die in 1846 werd opgericht door 52 evangelische denominaties in Londen. In 1912 werd de naam veranderd in World Evangelical Alliance. In 1951 werd de World Evangelical Fellowship (WEF) opgericht door evangelische leiders uit 21 landen, tijdens de eerste algemene vergadering in Woudschoten (Zeist) in Nederland. In 2001, na de Algemene Vergadering in Kuala Lumpur, werd de WEF omgedoopt tot de World Evangelical Alliance. Sinds 2005 staat de organisatie onder leiding van de Canadees Geoff Tunnicliffe. Er werden kantoren geopend in Vancouver (Leiderschap), San Francisco (Informatietechnologie), Washington (Publicaties) en Genève (Internationale Betrekkingen). In 2006 werd een kantoor geopend bij de Verenigde Naties in Genève, naast het kantoor in New York. In 2018 vestigde de WEA haar hoofdkantoor in Deerfield (Illinois).

## Overtuigingen
De World Evangelical Alliance volgt een protestantse geloofsbelijdenis.

## Bestuur
Het bestuur van de organisatie wordt geleid door een secretaris-generaal en regionale secretarissen in de negen continentale lidstaten. De positie van secretaris-generaal is sinds april 2024 vacant, en uiterlijk eind 2024 moet een nieuwe secretaris-generaal worden gekozen.

## Commissies
In 1974 richtte de WEA zes commissies op om haar missie effectiever te kunnen uitvoeren.

### Lijst van voormalige leiders
Deze lijst bevat de voormalige leiders van de WEA sinds 1951. 
- Roy Cattell (Verenigd Koninkrijk) en J. Elwin Wright (Verenigde Staten), co-secretarissen, (1951–1953)
- AJ Dain (Verenigd Koninkrijk) en J. Elwin Wright (Verenigde Staten), co-secretarissen, (1953–1958)
- Fred Ferris (Verenigde Staten), Internationaal Secretaris, Verenigde Staten, (1958–1962)
- Gilbert Kirby (Verenigd Koninkrijk), Internationaal Secretaris, (1962–1966)
- Dennis Clark (Canada ), Internationaal Secretaris, (1966–1970)
- Gordon Landreth (Verenigd Koninkrijk), interim Internationaal Secretaris, (1970–1971)
- Clyde Taylor (Verenigde Staten), Internationaal Secretaris, (1971–1975)
- Waldron Scott (Verenigde Staten), secretaris-generaal (1975–1980)
- Wade Coggins (Verenigde Staten), interim-secretaris-generaal (1981)
- David M. Howard (Verenigde Staten), Internationaal Directeur (1982–1992)
- Agustin Vencer (Filipijnen), Internationaal Directeur (1992–2001)
- Gary Edmonds (Verenigde Staten), secretaris-generaal (2002–2004)
- Geoff Tunnicliffe (Canada, secretaris-generaal (2005-2014)
- Efraim Tendero (Filipijnen), secretaris-generaal (2015-2021)
- Thomas Schirrmacher (Duitsland), secretaris-generaal (2021–2024)

## Commissies
In 1974 richtte de WEA zes commissies op om haar missie effectiever te kunnen uitvoeren. 
- Ontwikkeling van alliantie
Functie: Bestaande evangelische allianties versterken en nieuwe creëren.
- Kerk in gemeenschap
Functie: Het aanbieden van programma's en middelen aan kerken voor verschillende sociale groepen.
- Missie en evangelisatie
Functie: Coördineren van evangelisatieactiviteiten.
- Publieke betrokkenheid
Functie: Coördineren van partnerschappen met internationale organisaties, zoals de VN.
- Hulp en ontwikkeling
Functie: Coördineren van christelijke humanitaire hulp en ontwikkelingshulp.
- Theologische zorgen
Functie: Reflecteren over onderwerpen van evangelische theologie en belangrijke vragen betreffende kerken en samenlevingen in de wereld, en toezien op de godsdienstvrijheid.

## Statistieken
In 2020 vertegenwoordigde de WEA 143 nationale allianties van kerken, die samen ongeveer 600 miljoen gelovigen omvatten. De WEA verenigt echter slechts een deel van de evangelische kerken, aangezien sommige kerken geen lid zijn van een christelijke denominatie of nationale alliantie.

## Lidmaatschap
De World Evangelical Alliance bestaat uit ledenorganisaties die hun identiteit en missie baseren op wat zij beschouwen als het historisch bijbelse christendom. De WEA bevestigt en streeft naar de bijbelse eenheid van het lichaam van Christus, de Kerk, en viert de diversiteit in gebruiken en theologische accenten die overeenkomen met haar geloofsbelijdenis. Daarbij erkent de WEA de dynamische spanning tussen eenheid en diversiteit.
Er zijn drie soorten lidmaatschapscategorieën, elk met eigen kwalificaties en verantwoordelijkheden:
- Regionale en nationale allianties zijn regionale en nationale evangelische gemeenschappen.
- Gelieerde leden zijn onafhankelijk opgerichte organisaties met specifieke ministeries, een internationale reikwijdte en de capaciteit om binnen en buiten de WEA-gemeenschap te dienen.
- Kerknetwerken en denominaties zijn netwerken van kerken die zich in één of meerdere landen bevinden en zich aligneren met de geloofsbelijdenis en doelstellingen van de WEA.

## Algemene Vergaderingen
De Algemene Vergadering van de WEA vindt elke zes jaar plaats in een ander land, hoewel de exacte datum varieert. De bijeenkomsten bestaan uit gebed en conferenties, en nationale allianties en verenigingen kunnen elkaar daar ontmoeten. Het is ook een tijd om besluiten te nemen en leiders te trainen. 
- 1951 Amsterdam (Woudschoten), Nederland, 4–11 augustus
- 1953 Clarens, Zwitserland, 27–31 juli
- 1956 Rhode Island, Verenigde Staten, 27–31 augustus
- 1962 Hongkong, 25 april – 2 mei
- 1968 Lausanne, Zwitserland, 4–10 mei
- 1974 Château d'Oex, Zwitserland, 25-29 juli
- 1980 Londen (Hoddesdon) Engeland, VK, 24-28 maart
- 1986 Singapore, 23–27 juni
- 1992 Manilla, Filipijnen, 21–26 juni
- 1997 Abbotsford, British Columbia, Canada, 8–15 mei
- 2001 Kuala Lumpur, Maleisië, 4–10 mei
- 2008 Pattaya, Thailand, 25-30 oktober
- 2014 Seoul, Zuid-Korea, [geannuleerd]
- 2019 Jakarta, Indonesië, 7–14 november

## Publicaties
Er zijn twee kwartaalpublicaties: een tijdschrift Evangelical Review of Theology (sinds 1977 uitgegeven door Paternoster Periodicals) en een nieuwsbrief Theological News (sinds 1969). Er worden af en toe boeken gepubliceerd. 

## Wereldwijde betrokkenheid

### Ontwikkeling
De bestrijding van armoede is een belangrijke zorg voor de WEA. Via publicaties en bijeenkomsten wordt geprobeerd om ontwikkelingsinitiatieven en humanitaire acties in kerken, ngo's en de politiek te beïnvloeden en te inspireren. Het leidde onder andere tot de Micah Challenge, een initiatief dat christenen onderwijst en besluitvorming onder leiders bevordert.

### Oecumenische deelname
Op 5 juni 2010 verscheen Geoff Tunnicliffe, de internationale directeur van de WEA, samen met de leiders van de Pauselijke Raad ter Bevordering van de Christelijke Eenheid en de Wereldraad van Kerken (WCC), in een persconferentie getiteld “Christelijke eenheid vandaag” tijdens de conferentie van Edinburgh 2010. De bijeenkomst markeerde de honderdste verjaardag van de Wereldzendingsconferentie van 1910. In hetzelfde jaar hield Olav Fykse Tveit, de secretaris-generaal van de WCC, op 17 oktober een toespraak op uitnodiging van het 3e Internationale Congres van de Lausanne-beweging. In zijn toespraak zei hij: ‘Wij zijn geroepen om deel te nemen aan de ene missie van God’. De WEA was op elk niveau betrokken bij de ontwikkeling van het programma en het kiezen van de deelnemers. In mei 2014 werd het Lausanne International Student Ministry Global Leadership Network een 'docked network' binnen de Missiecommissie van de WEA.
Op 22 januari 2015 kondigden de WCC en de WEA plannen aan voor een nauwere samenwerking op het gebied van eredienst en getuigenis. In hetzelfde jaar werd bekend dat de besprekingen met de Pauselijke Raad ter Bevordering van de Christelijke Eenheid waren afgerond en dat veel van de open vragen uit de 16e eeuw bijna beantwoord waren.
Op 24 mei 2017 nam de WEA deel aan een tweedaagse bijeenkomst van het Global Christian Forum samen met de Wereldraad van Kerken, vertegenwoordigers van de Vaticaanse en Oosters-Orthodoxe Kerken, en de Pentecostal World Federation, met als doel de eenheid in Christus te bevorderen. De bijeenkomst vond plaats in het Bossey Oecumenisch Instituut van de WCC. Er was echter kritiek op het gebrek aan voorafgaand overleg over deze stap.

### Pleitbezorging voor mensenrechten en godsdienstvrijheid
De WEA zet zich in voor de mensenrechten, waaronder de vrijheid van godsdienst voor iedereen. De betrokkenheid bij VN-mechanismen, met name op het gebied van mensenrechten, is ondergebracht in de afdeling "Global Advocacy".
Sinds 1997 heeft de WEA een adviserende status bij de Economische en Sociale Raad van de VN (ECOSOC), waardoor zij kan deelnemen aan VN-sessies en aanbevelingen kan doen, vooral in verband met de Mensenrechtenraad en de Universele Periodieke Evaluatie (UPR). In het kader van de UPR zijn meerdere aanbevelingen van de WEA door staten overgenomen. Zo pleitte de WEA in 2012 voor betere bescherming van christelijke bekeerlingen in Iran, wat resulteerde in een succes voor de organisatie.
De invloed van de WEA werd ook gerapporteerd in verband met de zittingen van de Mensenrechtenraad van de Verenigde Naties. In 2020 gaf de WEA een verklaring af over onredelijk hoge normen voor niet-katholieke religieuze gemeenschappen in Catalonië, wat leidde tot een akkoord over de sluiting van kerken in L'Hospitalet de Llobregat.

## Kritiek

### Verwaarlozing van de lijdende kerk in China
De WEA werd bekritiseerd vanwege haar positieve beoordeling van de situatie van de kerken in China na een ontmoeting in 2009 met door de Chinese overheid goedgekeurde vertegenwoordigers. Organisaties zoals ChinaAid en Church in Chains gaven aan dat de WEA belangrijke kwesties, zoals de repressie van christenen in China, niet had benoemd in haar persbericht. De WEA gaf hier geen gedetailleerd antwoord op, wat leidde tot verdere kritiek.